# Stefan (Sänger)

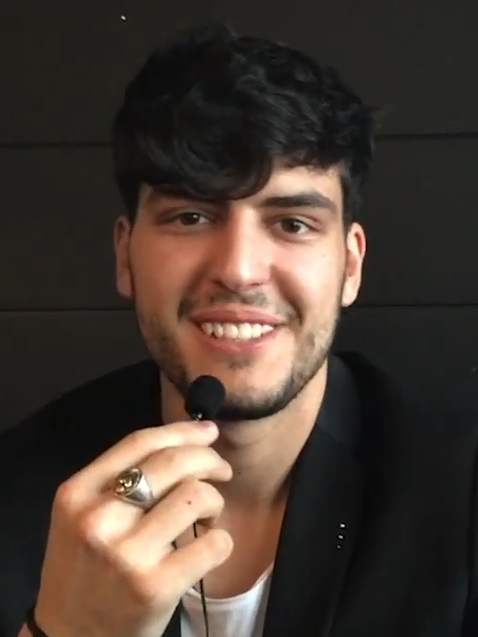
Stefan Airapetjan, 2019

Stefan Airapetjan (Armenisch: Ստեֆան Հայրապետյան; * 24. Dezember 1997 in Viljandi, Estland), auch bekannt unter seinem Vornamen Stefan, ist ein estnischer Sänger armenischer Herkunft. Mit seinem Lied Hope vertrat er Estland beim Eurovision Song Contest 2022 in Turin.

## Leben und Karriere
Stefan wurde in Estland in eine armenische Familie geboren. Er begann bereits in seiner Kindheit zu singen und nahm schon zu Schulzeiten an verschiedenen Gesangswettbewerben teil.
Er erreichte Bekanntheit, als er 2018 bei Eesti Laul, dem estnischen Vorentscheid für den Eurovision Song Contest, als Teil der Gruppe Vajé mit dem Lied Laura (Walk with Me) teilnahm und den dritten Platz belegte. Auch 2019 und 2020 nahm er an Eesti Laul teil und belegte dort den dritten bzw. siebten Platz. Zudem gewann er 2020 die erste Staffel von The Masked Singer Estland.
2022 nahm Stefan erneut an Eesti Laul teil, diesmal mit dem Lied Hope. Im Finale am 12. Februar erhielt er im Superfinale 62 % der Zuschauerstimmen und erhielt somit das Recht, Estland beim Eurovision Song Contest in Turin zu vertreten. Dort trat er im zweiten Halbfinale am 12. Mai 2022 an und konnte sich als Fünfter für das große Finale qualifizieren. In diesem belegte er den 13. Platz.

## Diskografie

### Alben
- 2022: Hope

### Singles
- 2018: Without You
- 2019: Better Days
- 2019: We’ll Be Fine
- 2019: By My Side
- 2020: Oh My God
- 2020: Let Me Know
- 2021: Doomino (mit Liis Lemsalu)
- 2021: Headlights (mit Wateva)
- 2021: Hope
- 2022: Miraaž
- 2022: Kiri Külmkapi Peal
- 2023: Kiri külmkapi peal 2.0